# 木喰観音堂
木喰観音堂は、新潟県小千谷市小栗山にある仏堂。中には、約200年前木喰が彫った新潟県指定文化財の「木喰上人作三十三観音他二像」が安置されている。普段も観覧可能だが、盗難防止のために仏像の前に柵がある。事前に申し込めば、資料代300円で柵を外して観覧可能である。木喰の命日である毎月17日には、掃除をし、御詠歌を行う。1803年創建。

## 木喰上人作三十三観音他二像
- 正面三体
  - 如意輪観世音像(本尊:中央:高さ244cm)
  - 行基菩薩像(右：高さ120cm)
  - 大黒天像(左:高さ121cm)
- 正面右と左の観音像(高さ約70~80cmの仏像が左右各16体ずつ安置されている)
  - 主な仏像
    - 千手千眼観世音像
    - 十一面観世音像
    - 聖観世音像
    - 子安観世音像
    - 馬頭観世音像
      - (全32体)

　仏像は、岩間木集落に生えていた銀杏の大木一本から造ったといわれる。86歳の木喰は、夜に製作を行い、一ヶ月で作り上げたという。その頃、昼は、村の家々を廻り、救済していたという。
　全ての観音像の裏には、「日本千体之内 天下和順 天一自在法門 日本廻覧 月日清明 木喰五行菩薩八十六才」と書かれている。
　2006年(平成18年)秋には、東京国立博物館でこの35体の仏像が展示された。

## アクセス
- 女滝バス停下車後徒歩約25分。
- 小千谷インターチェンジから車で約20分。